# Lutter (Uder)
Lutter ist ein Ortsteil der Landgemeinde Uder im thüringischen Landkreis Eichsfeld.
Lutter besteht aus den Orten Lutter und Fürstenhagen.
Der Ortsteil Fürstenhagen ist Sitz der Naturparkverwaltung des Naturparks Eichsfeld-Hainich-Werratal.

## Geographie

### Lage
Lutter liegt ungefähr vier Kilometer südwestlich von Heilbad Heiligenstadt im gleichnamigen Luttertal. Unmittelbare Nachbarorte sind Kalteneber im Südosten, Wüstheuterode und Lenterode im Westen und Uder im Nordwesten. Verkehrsmäßig ist der Ort über die Landesstraße L 2023 erreichbar.

### Landschaft

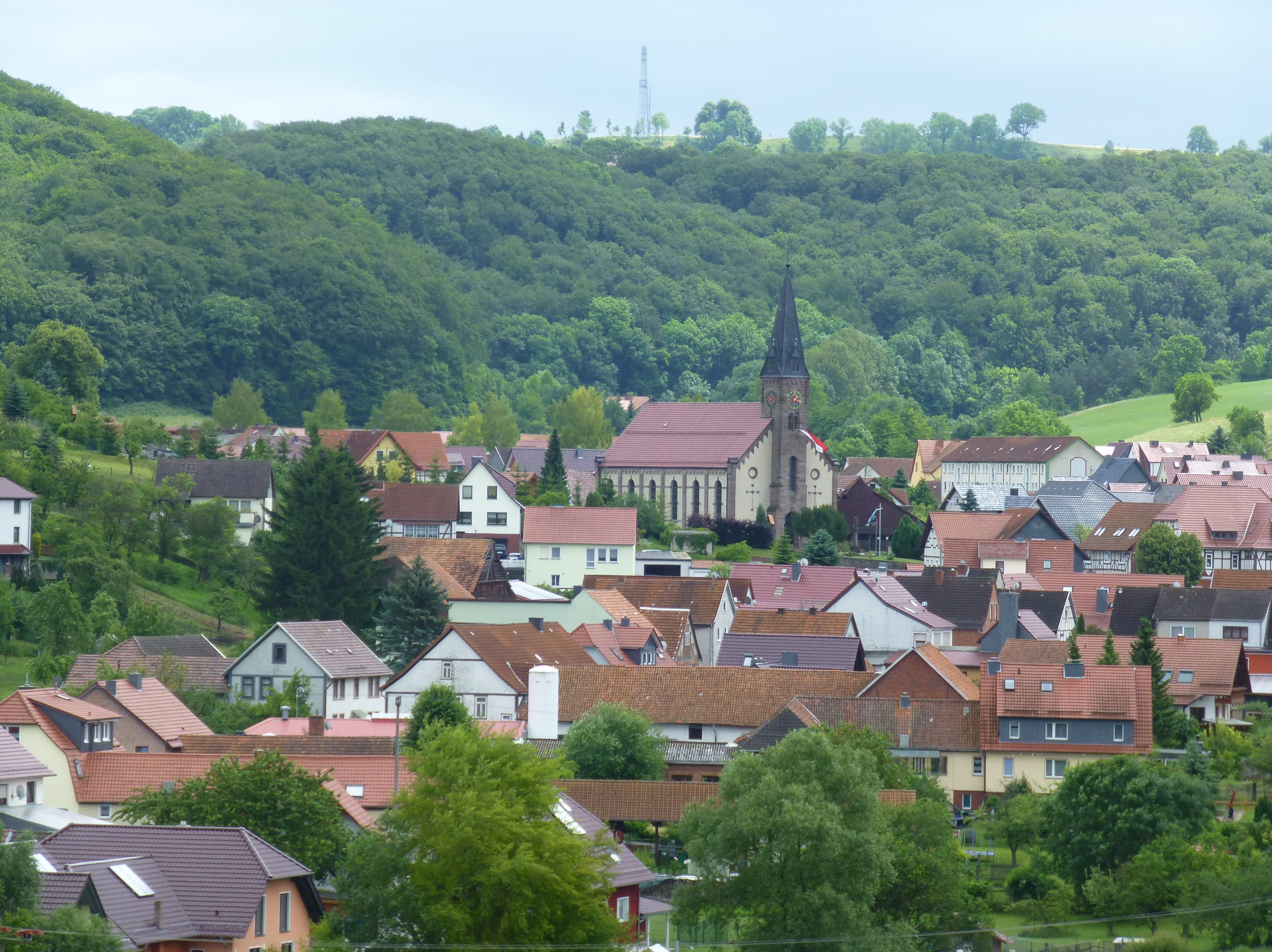
Blick auf Lutter

Die Gemarkung von Lutter reicht von etwa 280 Meter über NN im Tal der Lutter bis 503 Meter über NN am Eichstruther Kopf auf der Eichsfelder Höhe. Durch die Lutter und ihre zahlreichen kleinen Zuflüsse wurde die Muschelkalkhochfläche des Oberen Eichfeldes stark gegliedert und eine abwechslungsreiche Landschaft geschaffen. Die wichtigsten Berge sind der Brandkopf und der Stein (464,2 m) im Nordosten, der Springkopf (454,5 m) im Südosten, der Ölberg (455,0 m) im Südwesten und der Lengenberg (460,8 m) im Westen. Im Lengenberg befindet sich das gleichnamige Naturschutzgebiet mit einem der größten Eibenbestände Mitteleuropas.

## Geschichte

### Lutter
Lutter wurde 1201 als Lutera oder Luttera erstmals urkundlich erwähnt.  Der Name stammt sehr wahrscheinlich vom gleichnamigen Bach Lutter, an dem der Ort liegt. Während des Dreißigjährigen Kriegs 1626 brannte Lutter vollständig nieder.
Der Ort gehörte bis zur Säkularisation zu Kurmainz, von 1802 bis 1945 war er Teil der preußischen Provinz Sachsen. In Fürstenhagen waren mindestens acht Zwangsarbeiter in der Landwirtschaft während des Zweiten Weltkriegs tätig. 1945 bis 1949 kam der Ort zur sowjetischen Besatzungszone und war ab 1949 Teil der DDR. Von 1961 bis zur Wende und Wiedervereinigung 1989/1990 wurde Lutter von der Sperrung der nahen innerdeutschen Grenze beeinträchtigt.

### Fürstenhagen
Der Ortsteil Fürstenhagen wurde im 19. Jahrhundert westlich einer im 13. Jahrhundert bestehenden und um 1374 bereits wieder verlassenen Siedlung mit dem Namen Indago neu gegründet.

### Neuzeit
Seit dem 1. Februar 1992 gehörte die Gemeinde Lutter der Verwaltungsgemeinschaft Uder an. Mit Auflösung dieser am 1. Januar 2024 wurde Lutter ein Ortsteil der neugebildeten Landgemeinde Uder.

### Einwohnerentwicklung
Entwicklung der Einwohnerzahl (31. Dezember):
| - 1994: 793 - 1995: 797 - 1996: 788 - 1997: 776 - 1998: 777 - 1999: 766 | - 2000: 763 - 2001: 756 - 2002: 744 - 2003: 755 - 2004: 751 - 2005: 740 | - 2006: 733 - 2007: 723 - 2008: 721 - 2009: 716 - 2010: 715 - 2011: 727 | - 2012: 722 - 2013: 718 - 2014: 721 - 2015: 708 - 2016: 702 - 2017: 714 | - 2018: 722 - 2019: 707 - 2020: 714 - 2021: 707 - 2022: 719 |

Datenquelle: Thüringer Landesamt für Statistik

## Politik

### Ehemaliger Gemeinderat
Der Gemeinderat von Lutter setzte sich aus acht Gemeinderatsmitgliedern zusammen.
- CDU: 8 Sitze

(Stand: Kommunalwahl am 25. Mai 2014)

### Ehemaliger Bürgermeister
Der ehrenamtliche Bürgermeister Raimund Müller (CDU)  wurde am 5. Juni 2016 wiedergewählt.

### Partnergemeinde
Die Partnergemeinde von Lutter ist die Ortsgemeinde Guckheim im Westerwaldkreis (Rheinland-Pfalz).

### Wappen
Blasonierung: „Schräglinks durch eine silberne  Wellenleiste geteilt von Blau und Grün; oben ein silberner gerüsteter  Krieger, in der Rechten eine Fahnenlanze haltend, sich mit der Linken  auf ein Schild stützend; unten ein silbernes Mühlrad.“
Der  Heilige Mauritius ist der Kirchenpatron der Gemeinde, der sich bis  1952/53 im Siegel der Gemeinde befand. Die Wellenlinie symbolisiert den  Bach Lutter, an dem der Ort liegt. Das im Wappen befindliche Rad  versinnbildlicht, dass bis 1950 vier Mühlen im Ort von der Lutter  angetrieben wurden.

## Wirtschaft und Infrastruktur

### Wasser und Abwasser
Die Trinkwasserver- und Abwasserentsorgung wurde auf den Zweckverband Wasserversorgung und Abwasserentsorgung Obereichsfeld übertragen.

## Sehenswürdigkeiten

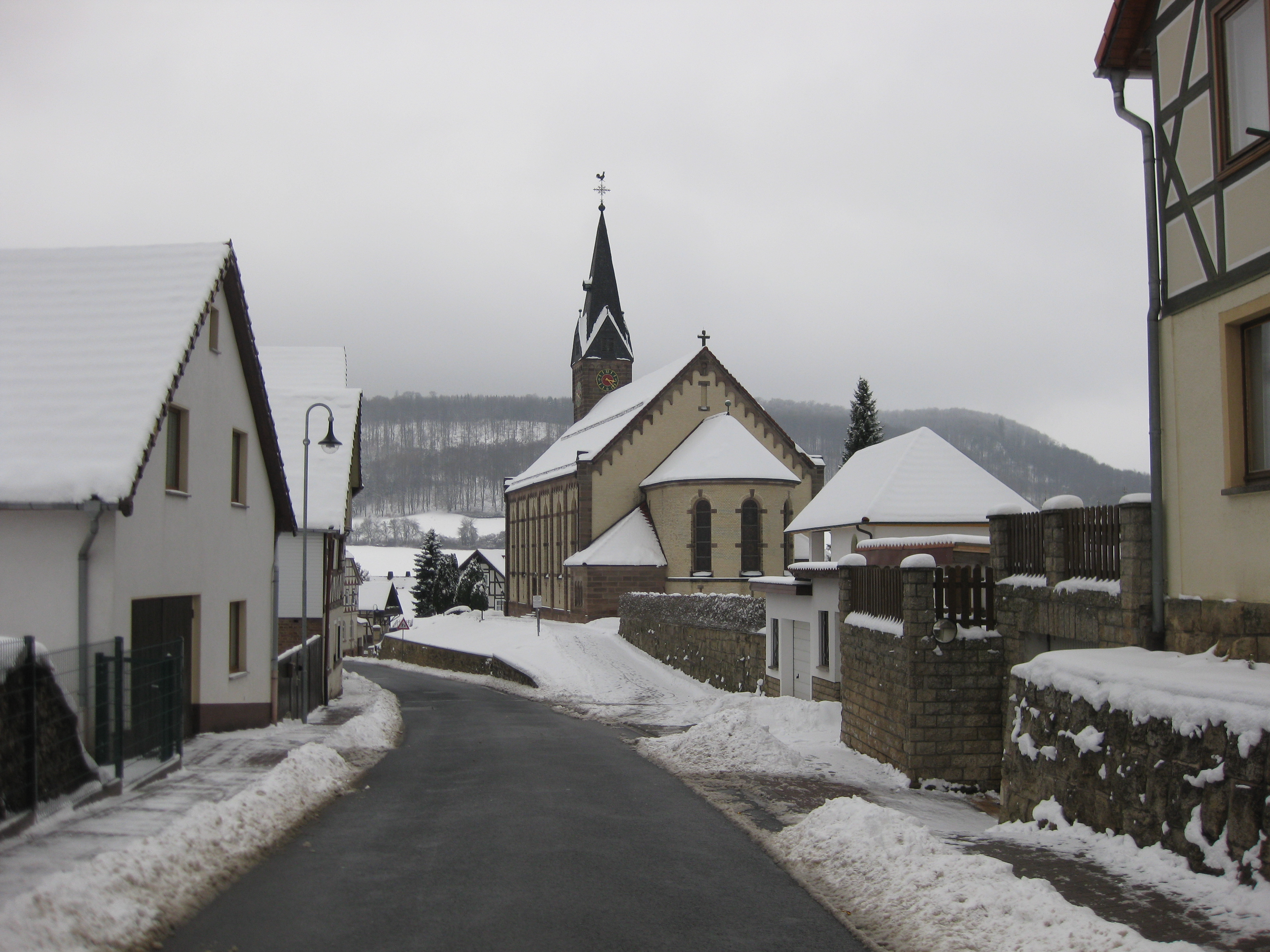
Ortskern mit Kirche im Winter

- Die um 1900 erbaute St. Mauritiuskirche in Lutter.
- Die Naturparkverwaltung am ehemaligen Bahnhof in Fürstenhagen mit einer Ausstellung im Wasserturm und einem Baumhaus.
- Denkmalgeschützte Fachwerkhäuser im thüringisch-fränkischen Baustil.
- Im Ort befanden sich vier Mühlen. Die Hackemühle war eine Mahlmühle am südöstlichen Ortsrand, wurde im 17. Jahrhundert genannt und war bis 1960 in Betrieb. Die Mittelmühle, eine Mahlmühle in der Ortslage, wurde 1666 erwähnt und war bis 1965 in Betrieb. Heute ist sie ein Wohnhaus.  Die Springmühle, eine Öl- und Mahlmühle am südöstlichen Ortsrand, wurde schon im 16. Jahrhundert genannt und war bis 1953 in Betrieb. Mit der Übernahme der Immobilie durch die LPG begann der Rückbau, Nebengebäude wurden niedergelegt. Die Untermühle als vierte Mahlmühle  befindet sich am westlichen Ortsrand, sie wurde 1676 genannt und war bis 1959 in Betrieb.[7]

## Persönlichkeiten
- Christoph König (1882–1944), Politiker und preußischer Landtagsabgeordneter
- Inge Klaan (* 1965), Kommunalpolitikerin CDU und Staatssekretärin in Thüringen